# Человек против киборга
«Человек против киборга» (англ. Heatseeker, «тепловая система наведения») — кинофильм.

## Сюжет
Фантастический боевик, события которого разворачиваются в 2019 году. Корпорация Сианон, специализирующаяся на кибернетических имплантах, запланировала проведение чемпионата по кикбоксингу, где наряду со спортсменами-людьми будут участвовать киборги, созданные в специальной лаборатории. Целью турнира стало выявление превосходства технологий Сианона над другими. Непобежденный кикбоксер Ченс О’Брайен отказался от приглашения приехать на чемпионат и сражаться с киборгами. После этого руководство компании организовало операцию похищения Джо (тренера и невесты Ченса) с тем, чтобы шантажом склонить его к участию в турнире, а саму Джо заставить тренировать получеловека-полукиборга Хао, главного атлета их корпорации.